# Tennessee State Fairground Sport Arena
Le Tennessee State Fairground Sport Arena, également connu sous le nom de Nick Gulas Sports Arena est une salle de spectacles sportifs basée à Nashville dans le Tennessee. Cette salle doit notamment sa renommée à la Total Nonstop Action qui proposa ses spectacles dans ces locaux.

## Histoire

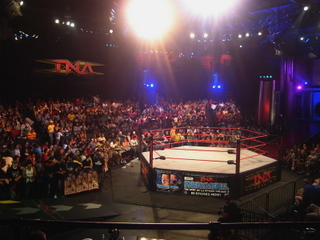
Émission de TNA Xplosion.

Construit en 1922, ce bâtiment fut utilisé dans un premier temps pour des foires et marchés aux puces. Ce n'est que dans les années 1960 que Nick Gulas consacra cette salle à la lutte professionnelle.
Début des années 2000, la Total Nonstop Action s'installe dans ces locaux et organisa quelques évènements en paiement à la séance, ainsi que des spectacles hebdomadaires Xplosion. Ce bâtiment fut renommé par cette fédération sous le nom de TNA Asylum.
Le 6 octobre 2010, le maire de Nashville Karl Dean décida de faire fermer cette salle courant juin 2010.
Le 12 novembre 2010, la TNA retourne au Tennessee State Fairgrounds pour un house show, avant la démolition annoncée du bâtiment. Cependant, un sursis jusqu'en 2012 fut accordée à cette salle concernant sa démolition.
Le 4 août 2012, Crossfire Wrestling effectue pour la première fois des spectacles de catch en 3D.
Le 22 juin 2014, la Ring of Honor organise Best in the World 2014, son premier pay-per-view en direct retransmis sur le câble et le satellite.